# Zootechnika

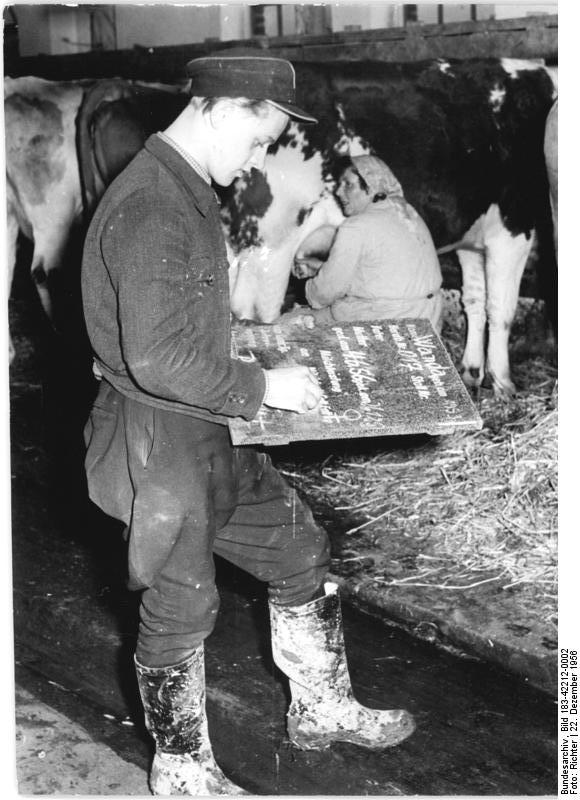
Zootechnik při práci

Zootechnika (slovo pocházející z řečtiny znamená umění chovat zvířata) je zemědělský obor zabývající se chovem zvířat. Člověk se věnuje chovu zvířat již mnoho tisíc let, tedy od doby, kdy byla první zvířata domestikována.

## Význam slova
Jak už bylo zmíněno výše, slovo zootechnika pochází z řečtiny a znamená znalost chovat zvířata. Synonymem chovu zvířat je pak živočišná výroba. Např. na středních a vysokých školách zemědělských se tento předmět nazývá zootechnika, obecná zootechnika, speciální zootechnika, živočišná výroba či chov zvířat.

## Historie
Za zakladatele 'zootechniky' jako vědního oboru v Čechách se považuje František Bílek, který v roce 1933 specifikoval obor jako „nauku pojednávající o chovu a produkci domácích zvířat“.

## Rozdělení
Zootechniku dělíme primárně na obecnou (tedy popisnou) a speciální (tedy praktickou). Obecná zootechnika pracuje se znalostmi ze zoologie, anatomie, embryologie, fyziologie (výživy zvířat), patologie, genetiky; matematiky a statistiky a zkoumá původ plemen (plemeno je základním taxonem zootechniky); morfologické, fyziologické a psychologické vlastnosti zvířat a metody plemenitby (tedy šlechtění zvířat). Speciální zootechnika pak zvyšuje užitkovost zvířat a uplatňuje přitom poznatků obecné zootechniky v praxi. Dbá také na zdraví zvířat, udržování ekologické rovnováhy a svoji vlastní ekonomičnost.

## Význam chovu zvířat
Sledují se tři základní významy. Jedná se primárně o funkci výživy obyvatel (produkty: mléko, maso, vejce, tuk, med), dále o zdroj surovin (např. kůže, srst, peří, kosti, vosk, hedvábí), využití energie zvířat (zvířata využívána k tahu většinou v chudších zemích) a ekologická funkce (produkce chlévské mrvy, přirozený okus a sešlap pastvin). Na závěr je nutné připomenout, že zootechnika nesmí chápat zvíře jako výrobní prostředek, ale jako živou bytost.

## Prvky obecné zootechniky
- Domestikace zvířat
- Zootechnická taxonomie
- Posuzování exteriéru
- Fyziologie zvířat
- Etologie
- Welfare zvířat
- Rozmnožování a plodnost zvířat
- Růst a vývoj zvířat
- Produkce masa
- Produkce mléka
- Produkce vajec
- Produkce textilních materiálů
- Produkce kůže a kožešiny
- Produkce tuku
- Produkce medu
- Produkce šlechtitelského materiálu – šlechtění zvířat